# Núi Belukha

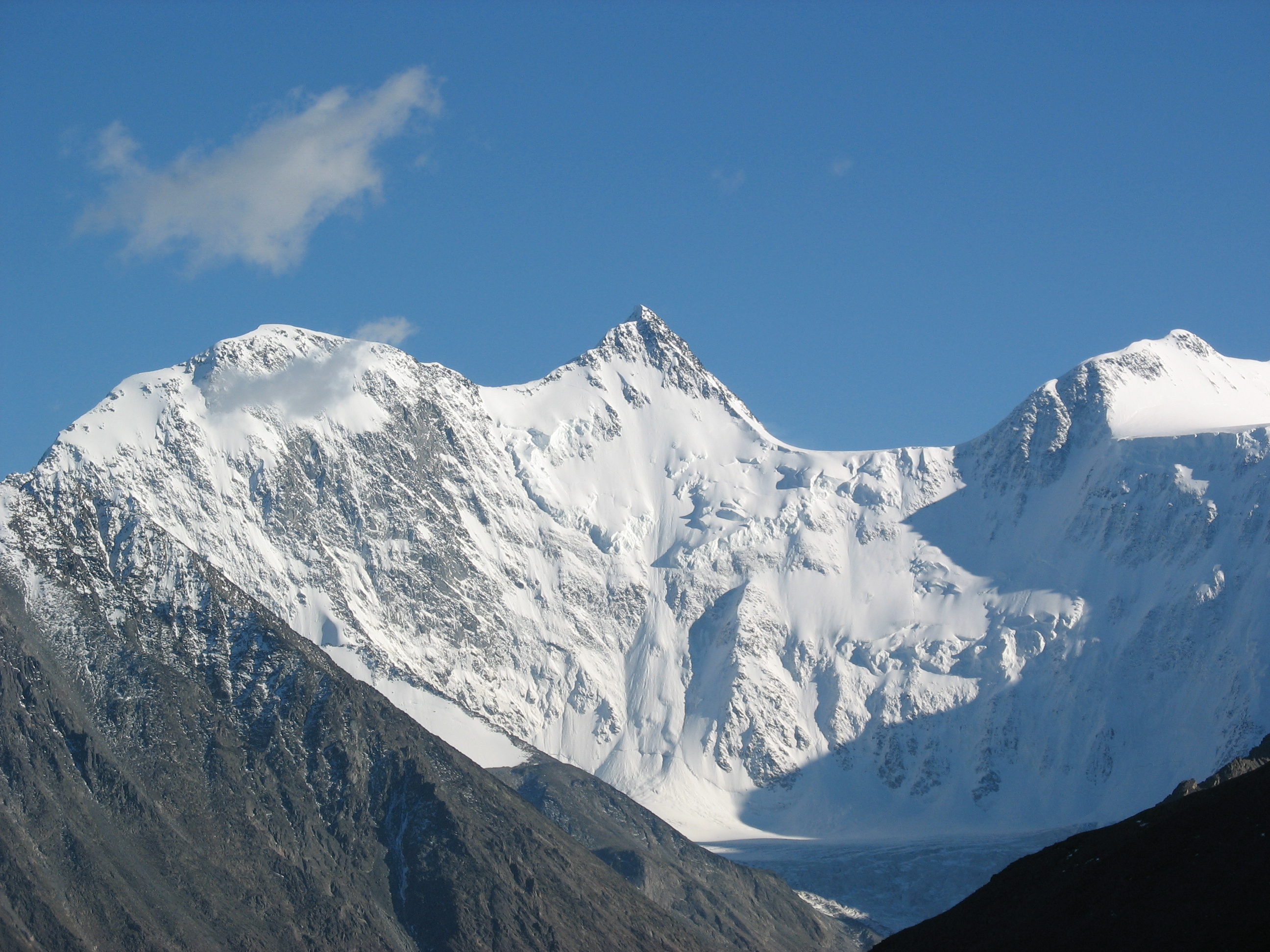
Núi Belukha

Núi Belukha (tiếng Nga: Белуха, nghĩa đen "trắng", Altai: Muztau hoặc Üç Sümer), nằm trong dãy núi Katun, là ngọn núi cao nhất của dãy núi Altay ở Nga. Đây là một phần của di sản thế giới có tước hiệu là dãy núi vàng của vùng Altai.

## Địa lý
Tọa lạc tại Cộng hòa Altai, Belukha là một khối núi núi ba đỉnh vươn lên dọc theo biên giới của Nga và Kazakhstan, chỉ vài chục dặm về phía bắc của điểm nơi biên giới này đụng với biên giới của Trung Quốc. Có một số sông băng nhỏ trên núi, bao gồm cả sông băng Belukha. Trong hai đỉnh núi, đỉnh phía đông (4.506 m, 14.784 ft) cao hơn đỉnh núi phía tây (4.440 m, 14.567 ft).

## Leo núi
Belukha lần đầu tiên được anh em nhà Tronov trèo lên năm 1914. Hầu hết các tuyến lên đỉnh núi ở đỉnh phía đông đều theo cùng một tuyến đường phía Nam mà đã được đi trong tuyến đầu tiên. Mặc dù Altai thấp hơn so với các nhóm núi khác ở Châu Á, nhưng nó ở rất xa, và do đó cần nhiều thời gian và quy hoạch để tiếp cận nó.

## Sông băng Belukhar
Một nhóm các nhà khoa học, đã đi đến sông băng ở xa này vào mùa hè năm 2001 để đánh giá tính khả thi của việc nghiên cứu sông băng và khai thác các lõi đá tại địa điểm này. Một nhóm Thụy Sĩ-Nga đã làm việc trên sông băng vào năm 2001. Nghiên cứu được tiến hành từ năm 2001 đến năm 2003; các quan sát sông băng được thực hiện, và cả lõi cạn và lõi móng đều được khai thác và phân tích (Olivier và những người khác, 2003, Fujita và những người khác, 2004). Dựa trên phân tích tritium cho đến nay, các lõi sâu hơn có thể chứa khoảng 3-5.000 năm ghi nhận về khí hậu và môi trường.

## Truy cập
Từ năm 2008, người ta phải xin giấy phép đặc biệt cho khu vực biên giới để được phép vào khu vực (nếu đi du lịch độc lập mà không sử dụng đại lý). Người nước ngoài nên xin giấy phép cho cơ quan biên phòng khu vực FSB hai tháng trước ngày dự định